# Třída D'Entrecasteaux
Třída D'Entrecasteaux je třída víceúčelových oceánských hlídkových lodí francouzského námořnictva. Jejich francouzské označení je Bâtiments de soutien et d'assistance outre-mer (BSAOM), dříve též Bâtiment multi-mission (B2M). Plavidla jsou určena ke službě ve francouzských zámořských teritoriích, kde nahradí výsadkové lodě třídy Champlain. Objednány byly celkem čtyři jednotky této třídy. Mohou být nasazeny například při záchraně a evakuaci osob, vlečení lodí, hašení požárů, kontrole rybolovu, boji proti ilegální imigraci, pašování drog a pirátství.

## Stavba

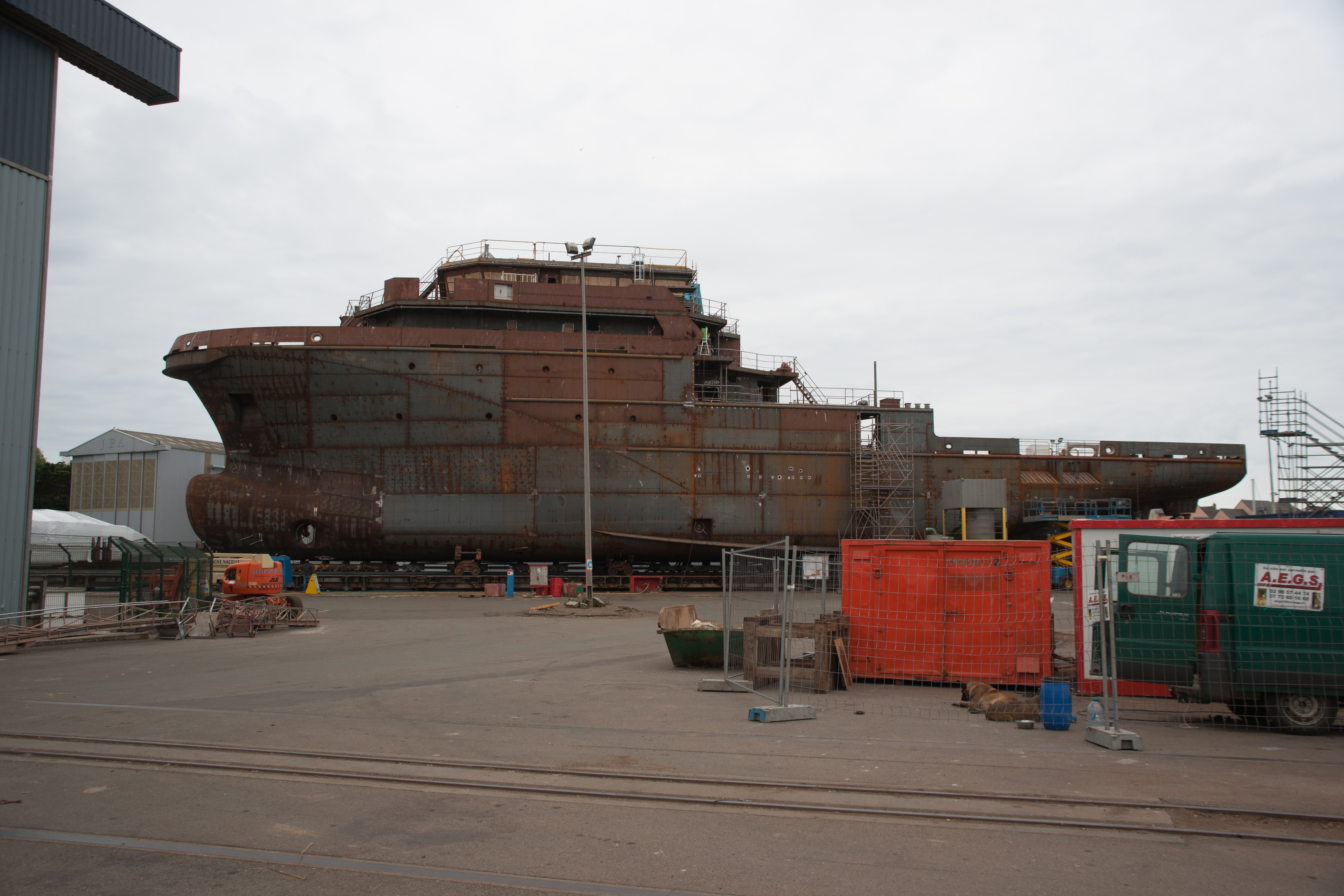
Trup D’Entrecasteaux před spuštěním na vodu

Kontrakt na vývoj a stavbu tří jednotek této třídy (s opcí na čtvrtou) získala v prosinci 2013 francouzská společnost Kership v Concarneau. Stavbu provádí loděnice Piriou. V květnu 2015 byla uplatněna opce na čtvrté plavidlo. Prototypová jednotka D'Entrecasteaux byla postavena v letech 2014–2015. V říjnu 2015 zahájila zkoušky a v březnu 2016 byla předána francouzskému námořnictvu.
Jednotky třídy D'Entrecasteaux:
| Jméno                   | Dislokace                              | Zahájení stavby | Spuštěna       | Vstup do služby   | Status  |
| ----------------------- | -------------------------------------- | --------------- | -------------- | ----------------- | ------- |
| D'Entrecasteaux (A621)  | Nouméa, Nová Kaledonie                 | květen 2014     | květen 2015    | 31. srpna 2016    | aktivní |
| Bougainville (A622)     | Papeete, Tahiti, Francouzská Polynésie | 2015            | 26. února 2016 | 16. prosince 2016 | aktivní |
| Champlain (A623)        | Le Port, Réunion                       | 2016            | 22. srpna 2016 | 4. července 2017  | aktivní |
| Dumont d'Urville (A624) | Fort-de-France, Martinik               | 2017            |                | 17. dubna 2020    | aktivní |

## Konstrukce

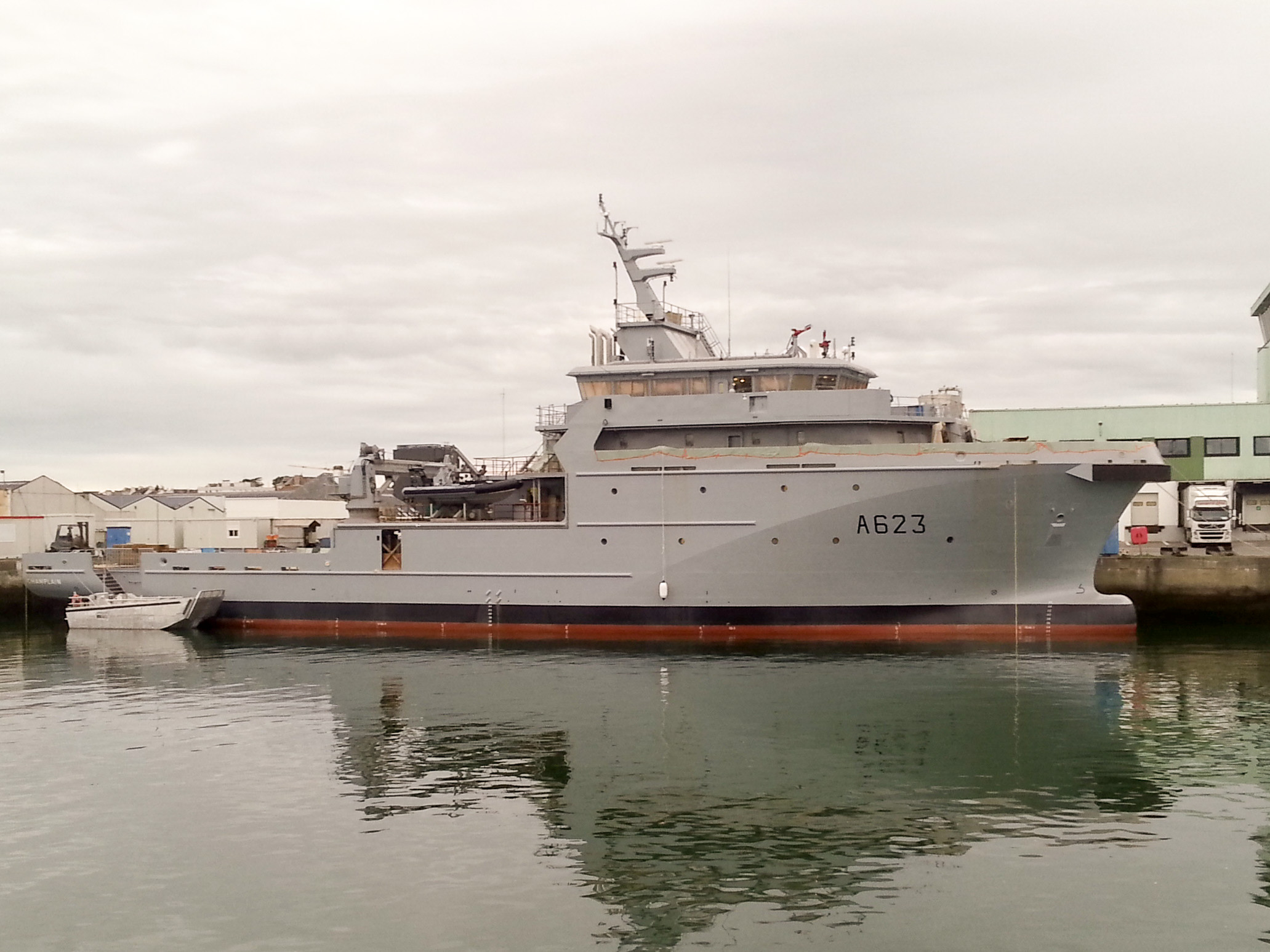
Champlain (A623)

Plavidla jsou postavena podle civilních standardů. Jejich trup a nástavby jsou z oceli. Kromě 20 členů posádky mají kajuty pro dalších 20 osob (např. policistů) se dvěma vozidly a vybavením. Na zádi je nákladní paluba má plochu 220m2 s přistávacím prostorem pro jeden vrtulník. Plavidla jsou vyzbrojena dvěma 12,7mm kulomety. Dále nesou dvě vodní děla na můstku. Na plavidlech je vybavení pro lékařství a potápění. Dále jsou vybavena výsadkovým člunem, dvěma sedmimetrovými čluny RHIB a jeřábem s nosností 17 tun na překládání těžkých břemen a kontejnerů. Jsou také vybavena pro vlečení dalších lodí. Pohonný systém tvoří dva diesely Cummins QSK50, každý o výkonu 1800 hp, pohánějící dva čtyřlisté lodní šrouby. Manévrovací schopnosti zlepšuje příďové dokormidlovací zařízení. Nejvyšší rychlost dosahuje 12–15 uzlů. Dosah je 5000 námořních mil při rychlosti 12 uzlů a vytrvalost je 30 dní.